# Jean Lemaire (avocat)
Pour les articles homonymes, voir Jean Lemaire et Lemaire.
Jean Lemaire (1904-1986) est un avocat français qui, en début de sa carrière, aux côtés du bâtonnier Fernand Payen et de Jacques Isorni, assura la défense de Philippe Pétain, accusé trois mois après son retour en France, « d’attentat contre la sûreté intérieure de l’État et d’intelligence avec l’ennemi ».
Il s'occupa plus particulièrement de contrer l'accusation et les témoins. Lors de ce procès historique, il fit remarquer que les magistrats présents avaient prêté serment de fidélité à celui qui comparaissait et eut un mot provocateur à l'encontre du procureur général Mornet en qui il voyait « un serviteur passionné de la loi... et du gouvernement ».

Sa conclusion de plaidoirie fut : « Non, il n'y a pas eu de crime contre la République et contre la Nation, et je vous demande de laver l'honneur du maréchal ».
Après la condamnation de Philippe Pétain à la peine de mort, à la dégradation nationale à la confiscation de ses biens, assorti toutefois du vœu de non-exécution de la sentence de mort en « tenant compte du grand âge de l’accusé », il fut autorisé le 26 avril 1951 à lui rendre visite au fort de la Pierre Levée à L'Île-d'Yeu, quelque temps avant sa mort.  
Avant d'être désigné par le barreau de Paris comme futur bâtonnier, Jean Lemaire présida de 1960 à 1968 la controversée Association pour défendre la mémoire du maréchal Pétain et continua l'action judiciaire postérieure au procès, en particulier devant la Cour européenne des droits de l'homme.
Il a repris l'ouvrage de référence Les Règles de la profession d'avocat et les usages du Barreau de Paris à la Librairie générale de droit et de jurisprudence en 1966, 1975 et 1982. Il est le père de Philippe Lemaire, avocat qui, aux côtés de Robert Badinter, fut l’un des combattants de l’abolition de la peine de mort.